# 1990年ポルトガルグランプリ
1990年ポルトガルグランプリ（葡: 1990 Grande Premio de Portugal）は、1990年F1世界選手権の第13戦として、1990年9月23日にエストリル・サーキットで決勝レースが開催された。

## 概要
シーズンも残り4戦となり、チャンピオン争いが佳境を迎える中、来期に向けて新契約がいくつか発表された。
ナイジェル・マンセルがイギリスGP後に引退表明をして以来、関心を集めてきたフェラーリの次期ドライバーは、ティレルのジャン・アレジに決まった。フェラーリは極秘にベネトンのアレッサンドロ・ナニーニと交渉していたが、ナニーニ側がオファーを断り、ベネトン残留を表明。そこでウィリアムズから仮契約を買い取る形で、アレジのフェラーリ入りが決定した。ティレルはアレジの後釜としてブラバムのステファノ・モデナと契約した。しばらくして、ウィリアムズの空いたシートには、引退を撤回したマンセルが乗ることが決まる。そのマンセルが今回のポルトガルGPの「主役」となる。
リジェは来シーズンはランボルギーニエンジンにスイッチし、1992年以降3年間はルノーエンジンを使用するという契約を発表した。

## 予選
ライフは自製W型12気筒エンジンを諦め、レイトンハウスから購入したジャッドV8エンジンを搭載したが、予備予選をまともに走ることもできず、今回も決勝進出はならなかった。
中嶋悟は風邪で扁桃腺を腫らし、体調不良のため予選2回目の出走をキャンセル。20位で予選通過したが、決勝日朝のウォームアップ走行でクラッシュし、午後の決勝出走を見合わせた。
ナイジェル・マンセルがイギリスGP以来今期3回目のポールポジションを獲得。2位はアラン・プロストで、フェラーリの2台が最前列を獲得した（1988年イギリスGP以来2年ぶり）。この2台で優勝争いをする場合、チャンピオン争いをしているプロストにマンセルが譲るのか注目された。

### 予備予選結果
| 順位 | No | ドライバー               | コンストラクター       | タイム   | 差     |
| ---- | -- | ------------------------ | ---------------------- | -------- | ------ |
| 1    | 14 | オリビエ・グルイヤール   | オゼッラ・フォード     | 1'19.384 | —      |
| 2    | 18 | ヤニック・ダルマス       | AGS・フォード          | 1'19.885 | +0.501 |
| 3    | 31 | ベルトラン・ガショー     | コローニ・フォード     | 1'20.000 | +0.616 |
| 4    | 17 | ガブリエル・タルキーニ   | AGS・フォード          | 1'20.942 | +1.558 |
| DNPQ | 33 | ロベルト・モレノ         | ユーロブルン・ジャッド | 1'21.188 | +1.804 |
| DNPQ | 34 | クラウディオ・ランジェス | ユーロブルン・ジャッド | 1'23.447 | +4.063 |
| DNPQ | 39 | ブルーノ・ジャコメリ     | ライフ・ジャッド       | —        | —      |

### 予選結果
| 順位 | No | ドライバー                 | コンストラクター         | タイム   | 差     |
| ---- | -- | -------------------------- | ------------------------ | -------- | ------ |
| 1    | 2  | ナイジェル・マンセル       | フェラーリ               | 1'13.557 | —      |
| 2    | 1  | アラン・プロスト           | フェラーリ               | 1'13.595 | +0.038 |
| 3    | 27 | アイルトン・セナ           | マクラーレン・ホンダ     | 1'13.601 | +0.044 |
| 4    | 28 | ゲルハルト・ベルガー       | マクラーレン・ホンダ     | 1'14.292 | +0.735 |
| 5    | 6  | リカルド・パトレーゼ       | ウィリアムズ・ルノー     | 1'14.723 | +1.166 |
| 6    | 20 | ネルソン・ピケ             | ベネトン・フォード       | 1'14.728 | +1.171 |
| 7    | 5  | ティエリー・ブーツェン     | ウィリアムズ・ルノー     | 1'14.934 | +1.377 |
| 8    | 4  | ジャン・アレジ             | ティレル・フォード       | 1'15.112 | +1.555 |
| 9    | 19 | アレッサンドロ・ナニーニ   | ベネトン・フォード       | 1'15.411 | +1.854 |
| 10   | 29 | エリック・ベルナール       | ローラ・ランボルギーニ   | 1'15.673 | +2.116 |
| 11   | 30 | 鈴木亜久里                 | ローラ・ランボルギーニ   | 1'16.012 | +2.455 |
| 12   | 16 | イヴァン・カペリ           | レイトンハウス・ジャッド | 1'16.284 | +2.727 |
| 13   | 21 | エマニュエル・ピロ         | ダラーラ・フォード       | 1'16.290 | +2.733 |
| 14   | 15 | マウリシオ・グージェルミン | レイトンハウス・ジャッド | 1'16.296 | +2.739 |
| 15   | 12 | マーティン・ドネリー       | ロータス・ランボルギーニ | 1'16.762 | +3.205 |
| 16   | 23 | ピエルルイジ・マルティニ   | ミナルディ・フォード     | 1'16.795 | +3.238 |
| 17   | 10 | アレックス・カフィ         | アロウズ・フォード       | 1'16'946 | +3.389 |
| 18   | 22 | アンドレア・デ・チェザリス | ダラーラ・フォード       | 1'17.066 | +3.509 |
| 19   | 9  | ミケーレ・アルボレート     | アロウズ・フォード       | 1'17.081 | +3.524 |
| 20   | 3  | 中嶋悟                     | ティレル・フォード       | 1'17.097 | +3.540 |
| 21   | 26 | フィリップ・アリオー       | リジェ・フォード         | 1'17.120 | +3.563 |
| 22   | 11 | デレック・ワーウィック     | ロータス・ランボルギーニ | 1'17.259 | +3.702 |
| 23   | 25 | ニコラ・ラリーニ           | リジェ・フォード         | 1'17.269 | +3.712 |
| 24   | 8  | ステファノ・モデナ         | ブラバム・ジャッド       | 1'17.341 | +3.784 |
| 25   | 18 | ヤニック・ダルマス         | AGS・フォード            | 1'17.621 | +4.064 |
| 26   | 7  | デビッド・ブラバム         | ブラバム・ジャッド       | 1'17.715 | +4.158 |
| DNQ  | 14 | オリビエ・グルイヤール     | オゼッラ・フォード       | 1'17.775 | +4.218 |
| DNQ  | 24 | パオロ・バリッラ           | ミナルディ・フォード     | 1'18.280 | +4.723 |
| DNQ  | 17 | ガブリエル・タルキーニ     | AGS・フォード            | 1'18.815 | +5.258 |
| DNQ  | 31 | ベルトラン・ガショー       | コローニ・フォード       | 1'20.516 | +6.959 |
| 出典 |    |                            |                          |          |        |

## 決勝
グリーンシグナルが灯った瞬間、ポールシッターのマンセルのマシンは右斜め方向へ動き、2番手スタートのプロストの進路を遮った。（本人の釈明どおり）ホイールスピンしてコントロールを失ったのか、はたまた、意図的にブロックしたのかは定かでないが、結果的にがら空きになったアウト側からセナとベルガーのマクラーレン勢が前に出て、フェラーリの最前列独占は崩れた。マンセルは3位、プロストはピケにも抜かれて5位に後退した。プロストはレース後、このスタートでのマンセルの動きに不満を述べるが、その矛先はマンセルよりも、その行動をコントロールできなかったチェーザレ・フィオリオ監督に向けられ、翌年に「フィオリオとの関係に亀裂が入ったのはポルトガルでのスタートでのマンセルを制御できなかったことだ。」と述べている。
こうして始まったレース序盤はセナ、ベルガー、マンセルの3台がトップグループを形成し、4位のピケはプロストから圧力を受ける。13周目、プロストが3コーナーでピケをかわし、トップグループとの5秒のギャップを縮めていく。26周目、プロストが再び3コーナーでマンセルをかわし、3位に浮上した時点で、各車タイヤ交換のタイミングに差しかかった。上位は28周目マンセル、29周目セナ、30周目プロスト、31周目ベルガーの順にピットインし、一連の作業が終わると、セナ、マンセル、ベルガー、プロストという並びに入れ替わった。
予選で示されたフェラーリの好調は、決勝レース終盤も健在だった。マンセルはセナの背後に迫り、50周目のホームストレートでオーバーテイクを仕掛けた。前年のポルトガルGPで黒旗失格となったマンセルがセナを抜こうとして接触した因縁のシーンを思い出させたが、今回のセナは無理をせずマンセルに先頭を譲った。55周目、マンセルは周回遅れのアリオーと絡んで弾き飛ばしたが、ダメージもなくリードを広げていった。スタートとタイヤ交換のハンディを挽回してきたプロストは、59周目にベルガーをかわして3位に上がり、セナをテール・トゥ・ノーズに捉えた。
60周目、8コーナーで鈴木とカフィが絡み、カフィのマシンはガードレールに激突。脚を負傷したカフィがマシンから脱出できず、オフィシャルは救助のため62周目に赤旗レース中断を決定した。この時点で規定周回数71周のうち75%をクリアしていたため、再スタートは行わず、61周終了時点の順位でレース成立となった。
マンセルは浮き沈みの激しいレースをポール・トゥ・ウィンで制し、13戦目で今期初勝利を挙げた。セナ・プロストの直接対決は赤旗で水を差された格好になり、セナはプロストとのポイント差を18点に広げ、チャンピオン獲得にリーチをかけた。

### 決勝結果
| 順位 | No | ドライバー                 | コンストラクター         | 周回 | タイム/リタイア | グリッド | ポイント |
| ---- | -- | -------------------------- | ------------------------ | ---- | --------------- | -------- | -------- |
| 1    | 2  | ナイジェル・マンセル       | フェラーリ               | 61   | 1:22'11.014     | 1        | 9        |
| 2    | 27 | アイルトン・セナ           | マクラーレン・ホンダ     | 61   | +2.808          | 3        | 6        |
| 3    | 1  | アラン・プロスト           | フェラーリ               | 61   | +4.189          | 2        | 4        |
| 4    | 28 | ゲルハルト・ベルガー       | マクラーレン・ホンダ     | 61   | +5.896          | 4        | 3        |
| 5    | 20 | ネルソン・ピケ             | ベネトン・フォード       | 61   | +57.418         | 6        | 2        |
| 6    | 19 | アレッサンドロ・ナニーニ   | ベネトン・フォード       | 61   | +58.249         | 9        | 1        |
| 7    | 6  | リカルド・パトレーゼ       | ウィリアムズ・ルノー     | 60   | +1 Lap          | 5        |          |
| 8    | 4  | ジャン・アレジ             | ティレル・フォード       | 60   | +1 Lap          | 8        |          |
| 9    | 9  | ミケーレ・アルボレート     | アロウズ・フォード       | 60   | +1 Lap          | 19       |          |
| 10   | 25 | ニコラ・ラリーニ           | リジェ・フォード         | 59   | +2 Laps         | 22       |          |
| 11   | 23 | ピエルルイジ・マルティニ   | ミナルディ・フォード     | 59   | +2 Laps         | 16       |          |
| 12   | 15 | マウリシオ・グージェルミン | レイトンハウス・ジャッド | 59   | +2 Laps         | 14       |          |
| 13   | 10 | アレックス・カフィ         | アロウズ・フォード       | 58   | 接触            | 17       |          |
| 14   | 30 | 鈴木亜久里                 | ローラ・ランボルギーニ   | 58   | 接触            | 11       |          |
| 15   | 21 | エマニュエル・ピロ         | ダラーラ・フォード       | 58   | +3 Laps         | 13       |          |
| Ret  | 26 | フィリップ・アリオー       | リジェ・フォード         | 52   | アクシデント    | 20       |          |
| Ret  | 7  | デビッド・ブラバム         | ブラバム・ジャッド       | 52   | ギアボックス    | 25       |          |
| Ret  | 16 | イヴァン・カペリ           | レイトンハウス・ジャッド | 51   | エンジン        | 12       |          |
| Ret  | 5  | ティエリー・ブーツェン     | ウィリアムズ・ルノー     | 30   | エンジン        | 7        |          |
| Ret  | 29 | エリック・ベルナール       | ローラ・ランボルギーニ   | 24   | ギアボックス    | 10       |          |
| Ret  | 8  | ステファノ・モデナ         | ブラバム・ジャッド       | 21   | ギアボックス    | 23       |          |
| Ret  | 12 | マーティン・ドネリー       | ロータス・ランボルギーニ | 14   | オルタネーター  | 15       |          |
| Ret  | 11 | デレック・ワーウィック     | ロータス・ランボルギーニ | 5    | スロットル      | 21       |          |
| Ret  | 18 | ヤニック・ダルマス         | AGS・フォード            | 3    | ハーフシャフト  | 24       |          |
| Ret  | 22 | アンドレア・デ・チェザリス | ダラーラ・フォード       | 0    | スピン          | 18       |          |
| DNS  | 3  | 中嶋悟                     | ティレル・フォード       |      | 体調不良        |          |          |
| 出典 |    |                            |                          |      |                 |          |          |

## レース後の選手権順位
| 順位 | ドライバー             | ポイント |
| ---- | ---------------------- | -------- |
| 1    | アイルトン・セナ       | 78       |
| 2    | アラン・プロスト       | 60       |
| 3    | ゲルハルト・ベルガー   | 40       |
| 4    | ティエリー・ブーツェン | 27       |
| 5    | ネルソン・ピケ         | 26       |
| 出典 |                        |          |

| 順位 | コンストラクター    | ポイント |
| ---- | ------------------- | -------- |
| 1    | マクラーレン-ホンダ | 118      |
| 2    | フェラーリ          | 85       |
| 3    | ウィリアムズ-ルノー | 44       |
| 4    | ベネトン-フォード   | 43       |
| 5    | ティレル-フォード   | 15       |
| 出典 |                     |          |

- 注記：ランキング上位5位まで記載。